# Beyroutou el lika
Beyroutou el lika (àrab: بيروت اللقاء, Bayrūt al-liqāʾ, ‘Beirut la trobada’) és una pel·lícula dramàtica libanesa de 1981 dirigida per Borhane Alaouié. Va competir en competició al 32è Festival Internacional de Cinema de Berlín i a la 38a Mostra Internacional de Cinema de Venècia.

## Sinopsi
Després del restabliment de les comunicacions telefòniques entre Beirut oriental i occidental, dos antics amants, un cristià i l'altra musulmana, no s'arriben a trobar.

## Repartiment
- Haithem el Amine - Haydar
- Nadine Acoury - Zeina
- Najoua Haydar - Zamzam
- Houcem Sabbah - Mustafa
- Renée Dick - Mare de Zeina
- Raafet Haydar - Germà de Zeina